# Баччан, Теджи
Теджи Баччан (в.-пандж. ਤੇਜੀ ਬਚੱਨ, хинди तेजी बच्चन, англ. Teji Bachchan; 12 августа 1914 — 21 декабря 2007) — индийский социальный активист, преподаватель и актриса-любитель, жена поэта Хариванша Рая Баччана и мать актёра Амитабха Баччана. Также известна как близкая подруга премьер-министра Индии Индиры Ганди.

## Биография
Теджи Сури родилась 12 августа 1914 года
в Лайяллпуре в семье сикхов из касты кхатри —
адвоката Сардара Хазана Сингха Сури и его жены Содхи. Её мать умерла, когда ей было три месяца.
В 1941—1942 годах она познакомилась с преподавателем английского языка из Аллахабадского университета Хариваншем Райем Баччаном и вышла за него замуж, несмотря на сопротивление со стороны обеих семей, вызванное различиями в их происхождении и экономическом положении.
Супруги поселились в Аллахабаде, вошли в высшее общество и получили известность благодаря исполнению песен дуэтом на литературных встречах.
Здесь у пары родилось двое сыновей: будущие известный актёр Амитабх Баччан и бизнесмен Аджитабх Баччан.
В 1952 году, когда муж уехал в Кембриджский университет, чтобы написать докторскую, Теджи осталась в Индии, чтобы заботиться о детях.
Живя в Аллахабаде, она стала близким другом дочери Джавахарлала Неру Индиры.
Когда Хариванш вернулся из Англии, семья перебралась в Дели.
В столице Теджи играла на сцене в пьесах Шекспира, которые перевёл на хинди её муж — «Отелло» и «Макбет».
Её увлечение театром в некоторой степени оказало влияние на выбор карьеры её старшим сыном.
В 1975 году она появилась в эпизоде фильма «Любовь — это жизнь», главную роль в котором сыграл Амитабх.
Теджи Баччан скончалась в 1:05 после полудня 21 декабря 2007 года в возрасте 93 лет в госпитале Лилавати, куда была помещена из-за различных заболеваний, связанных с возрастом.